# Беноде
Беноде (фр. Bénodet) је насељено место у Француској у региону Бретања, у департману Финистер.
По подацима из 2011. године у општини је живело 3392 становника, а густина насељености је износила 322,13 становника/km².

## Демографија
| 1962. | 1968. | 1975. | 1982. | 1990. | 2011. |
| ----- | ----- | ----- | ----- | ----- | ----- |
| 1.882 | 1.922 | 2.087 | 2.285 | 2.436 | 3.392 |